# Uisberge
Die Uisberge sind ein kleines Gebirge rund um den Uisberg (1069 m)in Namibia rund 20 Kilometer westlich des Brandbergmassiv. Die Uisberge liegen rund fünf Kilometer nördlich der namengebenden Siedlung Uis und erstrecken sich über eine Fläche von rund 60 Quadratkilometer.